# Bohumila Řimnáčová
Bohumila Řimnáčová (Řešátková) (* 9. září 1947, Praha) je bývalá česká sportovní gymnastka a reprezentantka Československa. Koncem 60. let byla druhá nejlepší po Věře Čáslavské. Držitelka stříbrné medaile v soutěži družstev žen z LOH 1968.

## Kariéra
Bohumila Řimnáčová získala zlatou medaili na mistrovství světa ve sportovní gymnastice 1966 v Dortmundu a bronzovou medaili na mistrovství světa ve sportovní gymnastice 1970 v Lublani.
Na Letních olympijských hrách 1968 v Mexico City získala stříbrnou medaili v soutěži družstev a čtvrté místo na bradlech.
Na další olympiádu v Mnichově jela v roce 1972 jako náhradnice po ní kvůli potížím se zády ukončila působení v reprezentaci. V témže roce se vdala za Jana Řešátka. Kromě dokončení studia organické chemie na VŠCHT (Ing.) absolvovala dálkové studium trenérství gymnastiky na FTVS a věnovala se jazzgymnastice. Poté byla manažersky činná u základů sportovního aerobiku v ČR. Po ukončení této činnosti v roce 2005 nastartovala činnost Sportovně kulturního centra ve své nové domovské obci Ondřejov, které vedla do roku 2010.